# Pérez Carlos
Carlos Reinaldo Pérez Enrique, ismertebb nevén Carlos Pérez, honosítása óta Pérez Carlos (Havanna, 1971. augusztus 26. –) kubai-magyar kettős állampolgárságú kézilabdázó.

## Sportpályafutása
Karrierjét szülőhazájában, a Ciudad Havanna együttesében kezdte. 1997-ben igazolt Magyarországra, honfitársával, Ivo Díazzal, Rolando Uríosszal és Julio Fisszel együtt. Pár évvel később a magyar állampolgárságot is megkapta, így bemutatkozhatott a magyar nemzeti csapatban is. A kubai különítményből rajta kívül csak Díaz és a tragikusan elhunyt kapus, Vladimir Hernandez mutatkozott be a válogatottban.
A Veszprémmel tizenkétszeres magyar bajnok (1997 óta megszakítás nélkül, kivéve 2000-ben és 2007-ben), a válogatottal pedig két olimpiai negyedik helyezés a legjobb eredménye. A nemzeti csapatban egyébként összesen 39 mérkőzésen játszott, ezeken 240 gólt szerzett. Londonban tagja volt a 2012. évi nyári olimpiai játékokon negyedik helyet szerző férfi kézilabda-válogatottnak, de sajnos a torna elején szerzett sérülése miatt nem tudott végig a csapat rendelkezésére állni.
2013 februárjában a katari Al-Shamal csapatába szerződött. 2013. június 9-én a Veszprém-Világválogatott kézilabda-mérkőzésen búcsúzik el egykori csapatától.
2018. október 1-jén a Telekom Veszprém vezetősége felbontotta a vezetőedző, Ljubomir Vranjes szerződését. A helyére ideiglenesen kinevezett Gulyás István munkáját másodedzőként Pérez segíti. 2018. október 8-ától David Davis vezetőedző munkáját segítette 2021.június 7.-ig. A Telekom Veszprém HC 2020/21-es sikertelen szezonja után azonnali hatállyal felmentette David Davist és Pérezt a csapat edzősége alol. 

## Díjai, elismerései
- Az év magyar kézilabdázója (2003, 2004, 2005, 2011)
- Magyar Arany Érdemkereszt (2012)
- MOB Fair Play-díj, életmű kategória (2014)

### Fordítás
Ez a szócikk részben vagy egészben  a   Carlos Pérez című német Wikipédia-szócikk fordításán alapul.  Az eredeti cikk szerkesztőit annak laptörténete sorolja fel. Ez a jelzés csupán a megfogalmazás eredetét és a szerzői jogokat jelzi, nem szolgál a cikkben szereplő információk forrásmegjelöléseként.